# زمامي جيما
زمامي جيما (باليابانية: 座 間 味 島) هي جزيرة تابعة لـ اليابان تقع في المحيط الهادئ تابعة لـ محافظة أوكيناوا.